# Rough & Tough & Dangerous – The Singles 94/98
«Rough & Tough & Dangerous — The Singles 94/98» (рус. «Грубый и жёсткий и опасный — Синглы 94/98») — первый альбом-сборник группы Scooter, вышедший 19 января 1998 года. Для альбома группа выпустила новый сингл «No Fate». Кроме того, на втором CD впервые вышла композиция «Valleé de Larmes», которая не включалась в предыдущие альбомы.

## Об альбоме
1-й CD «Rough & Tough & Dangerous — The Singles 94/98» включает в себя: 11 треков (большинство заглавных) со всех синглов группы с 1994 по 1997 годы и новый сингл «No Fate». Также туда вошли 4 live версии некоторых песен с концертов.
На CD 2 были представлены 7 ремиксов и 6 би-сайдов (за исключением: «The Silence of T. 1210 MK II», «Wednesday» и «Choir Dance») с выпущенных синглов. 

«Valleé de Larmes» был представлен в обработанной версии «The Loop!»
Альбом был выпущен в самом конце 1997 года, так что основной объём продаж пришёлся уже на 1998 год.
Также была выпущена видеокассета с 12 клипами — «Rough & Tough & Dangerous».
- Номер в каталоге Edel: 006450-4CLU
- Формат: двойной CD
- Страна: Германия

## Список композиций
Музыка, слова, аранжировка — Эйч Пи Бакстер, Рик Джордан, Феррис Бюллер, Йенс Теле.

### CD1
1. Hyper Hyper (Video Edit) (3:35) (Самый самый)
2. Move Your Ass! (Video Edit) (3:55) (Двигай задом!)
3. Friends (Single Version) (4:41) (Друзья)
4. Endless Summer (Maxi Version) (5:13) (Бесконечное лето)
5. Back In The U.K. (Radio Version) (3:24) (Обратно в С. К.)
6. Let Me Be Your Valentine (Edit) (3:47) (Позволь мне быть твоим любовником)
7. Rebel Yell (Radio Version) (3:41) (Бунтарский крик)
8. I’m Raving (3:36) (Я рэйвлюсь)
9. Break It Up (3:39) (Прекрати)
10. Fire (3:32) (Огонь)
11. The Age Of Love (3:50) (Эра любви)
12. No Fate (3:48) (Нет судьбы)
13. Fire (Live) (5:04) (Огонь (Live))
14. Rebel Yell (Live) (5:11) (Бунтарский крик (Live))
15. Break It Up (Live) (3:18) (Прекрати (Live))
16. The Age Of Love (Live) (5:18) (Эра любви (Live))

### CD2
1. Valleé De Larmes (Re-Incarnation by The Loop!) (4:37) (Аллея слёз)
2. Rhapsody In E (6:09) (Рапсодия в Ми)
3. Move Your Ass! (Ultra-Sonic Remix) (7:15)
4. Friends (Ramon Zencer Remix) (5:33)
5. Across The Sky (5:44) (Через небо)
6. Endless Summer (Datura Remix) (4:54)
7. Back In Time (7:05) (Назад во времени)
8. Unity Without Words Part II (5:28) (Единение без слов Часть II)
9. Euphoria (3:59) (Эйфория)
10. Let Me Be Your Valentine (Commander Tom Remix) (8:04)
11. B-Site (www.mix) (5:35) (Би-Сайт[1])
12. I’m Raving (DJ Taucher Remix) (8:09)
13. Fire (D.O.N.S. Burn Rubber Remix) (6:29)

Rough & Tough & Dangerous — The Singles 94/98 VHS
1. Hyper Hyper (3:37)
2. Move Your Ass (3:55)
3. Friends (4:40)
4. Endless Summer (5:14)
5. Back In The U.K. (3:25)
6. Let Me Be Your Valentine (3:47)
7. Rebel Yell (3:42)
8. I’m Raving (3:36)
9. Break It Up (3:38)
10. Fire (3:31)
11. The Age Of Love (3:50)
12. No Fate (3:38)
13. Interview with Rick J. Jordan
14. Making Of No Fate - edit (0:25

## Награды и места в чартах
«Rough & Tough & Dangerous — The Singles 94/98» получил 1 золотую запись. Ниже представлены награды и достижения альбома-сборника в чартах.
- Швеция —  Золото, 18
- Финляндия — 2
- Германия — 8
- Норвегия — 12
- Австрия — 47

## Информация
- Музыка и слова к «No Fate»: Штеффен Бритцке (Steffen Britzke) (B-Zet), Матиас Хоффман (Mathias Hoffmann) (A.C. Boutsen), Рене Шваин (Rene Swain), Эйч Пи Бакстер, Рик Джордан, Феррис Бюллер, Йенс Теле.

## Синглы
В качестве сингла вышла 1 композиция с альбома — «No Fate»
Примечание. В таблице под названием сингла указан номер в каталоге «Edel».
| Обложка | Название                                             | Треклист | Награды                                                                      |
| ------- | ---------------------------------------------------- | --- | ---------------------------------------------------------------------------- |
|         | No Fate (1997) Art. Nr.: 0063015CLU                  | 1. «Single Mix» (03:38) 2. «Full Length» (06:24) 3. «R.O.O.S Mix 1» (07:44) 4. «R.O.O.S Mix 2» (07:44) 5. «Trance Mix» (07:04)                       | - Финляндия — , 2 - Израиль — 9 - Швеция — 35 - Австрия — 36 - Германия — 39 |
|         | Vallée de Larmes (1993), (1994) Art. Nr.: 0060075CLU | 1. «Vallée de Larmes» (03:31) 2. «Vallée de Larmes (Per-Capella Version)» (03:47) 3. «Re-incarnation By „The Loop!“ Mix» (04:35) 4. «Cosmos» (06:08) |                                                                              |